# 保篠龍緒
保篠 龍緒（ほしの たつお、1892年11月6日 - 1968年6月4日）は、日本の作家、翻訳家。『アサヒグラフ』編集長。竜緒という表記もある。本名は星野辰男。
モーリス・ルブランの「アルセーヌ・ルパン（リュパン）」シリーズの翻訳で知られる。

## 経歴
長野県下伊那郡飯田町（現飯田市）出身。旧制東京外国語学校仏語科卒業。卒業後は文部省勤務。1918年、東京市神田区の書店で、ルブラン作「怪盗紳士ルパン」フランス語原書を見かけ、ユニークな題名にひかれて購入、読んでみたら保篠自身が内容の面白さに引き込まれ翻訳をしたと伝えられる。
文部省役人としての立場上、本名で翻訳活動にあたることを憚り、本名の漢字を入れ替えて筆名とした。
1918年、金剛社から保篠による最初のルパン翻訳「怪紳士」出版。この金剛社刊のルパン作品はデビューして早速シリーズ化、保篠は次々にルパンシリーズを翻訳していく。このシリーズの一編として1918年に発売された「奇巌城」は、原題から離れて保篠が考案した訳題であり、内容を的確に捉えた名タイトルとして知られることになる。また、同シリーズで、フランスでも新作だった「虎の牙」上巻・下巻を、上巻「虎の牙」、下巻「呪の狼」としていち早く日本語訳して、紹介している。
1924年8月20日から12月19日の期間、東京朝日新聞の夕刊紙上においてルブランの『カリオストロ伯爵夫人』を保篠自らの訳により『ルパン怪奇探偵 妖魔の呪』と題して連載小説として掲載し、後に『妖魔の呪』の書名で東京朝日新聞出版部より単行本化して刊行した。
1925年、平凡社発行の「ルパン全集」全12巻（別巻2）では、日本初訳となる「緑の目の令嬢」（保篠による訳題は「青い目の女」）、「謎の家」（保篠による訳題「怪屋」）などを加え、当時発行されていたルパンシリーズをほぼ網羅している。
戦時中は陸軍軍属としてニュース映画製作にあたっており、ベトナムで終戦を迎えた。そのような経歴から、戦後は一時期公職追放となっている。
公職追放が解除されてからは、再び活躍してルパン全集を何度も再刊した。

## 翻訳の特徴
保篠が翻訳家として活躍し始めた当時は、著作権の概念はまだ一般的でなかったが、その時代にあって、保篠はルブランに翻訳権料を支払い、正式に権利を取得したうえで翻訳を行なっていた。そのように手続きを踏んでいたこともあってか、ルブランから原稿をそのまま入手して翻訳にあたることもあった。
保篠訳は格調高い名調子で知られ、長く「ルパンといえば保篠訳」という時代が続いた。
"Lupin"を「ルパン」とする表記は保篠が考案者であるとも言われる。この点では異説もあるが、保篠が日本人にとっての呼びやすさなどを考慮して、「ルパン」を使用し、その呼び方の定着におおいに貢献したのは確かであろう。
ルパンシリーズの中でも傑作長編として知られる作品『奇巌城』の訳題を考案した（原題は「虚ろの針」といった意味）のは保篠であり、この表題は現在の翻訳者たちも採用する名タイトルとなっている。他に保篠による名タイトルとしては、登場人物の特徴から発想したという「呪の狼」（現在「虎の牙」下巻として知られる原書につけた訳題）が挙げられる。
その翻訳は原文を注意深く参照したうえで綴られた保篠流の名調子であり、物語を改変した箇所も確認されていて厳密な全訳とはいえないが、その事実を含めて考えても、彼の訳業は戦前・戦後日本の「ルパン受容史」の中で欠かせない重要な仕事であったといえる。
「保篠ルパン」は現在入手が困難になっており、復刊を望む声も聞かれる。

## 逸話
- 原書の雰囲気を日本語に移植するため、ルブランの文章の調子に似た日本の作家の文章を探して参考にしたり、原文・訳文をそれぞれ音読して語調を確認、訂正していくなどの苦心を重ね、「名調子」を組み上げていった。真夜中の翻訳作業中でも、何かあると構わずに大声をあげていたので、家族を驚かせるのもしばしばだったという。
- フランスへ旅してルブランと杯を交わせなかったことが心残りであったといわれ、没後、1995年に長男和彦がフランスへ旅した際に、保篠の遺骨を一部セーヌ川に流し、保篠夫妻の写真をパリの公園に埋めて、父の供養とした。

## 著書
- 七妖屋 （平凡社 1930年）
- 小型映画の構成 （星野辰男 アサヒカメラ叢書 朝日新聞社 1934年）
- 密謀地獄 （春陽堂書店（日本小説文庫） 1937年）
- 恐怖の街 欧米犯罪捜査手帖 （鱒書房 1956年）

### 翻訳
- セーヌの流 （星野辰男訳 通俗図書中央販売所 1915年）
- 怪紳士 怪奇探偵 （モリス・ルブラン 金剛社（アルセーヌ・ルパン叢書第1編） 1918年）
- 813 怪奇探偵 （モーリス・ルブラン 金剛社（アルセーヌ・ルパン 第4編） 1919年）
- 虎の牙 怪奇探偵 （モーリス・ルブラン 博文館（探偵傑作叢書 第1編） 1921年）
- 妖魔の呪 アルセーヌ・ルパン怪奇探偵 （ルブラン 東京朝日新聞社 1925年）
- サレク島の秘密・ルパン・ノート （春陽堂（探偵小説全集） 1929年）
「ルパン・ノート」は博文館『新青年』[注 3]
- ルパン全集 第1-12巻 別巻第1-2 （ルブラン 平凡社 1929年 - 1935年）
  - 第1巻 : 奇巌城 / 怪紳士 上
  - 第2巻 : 水晶の栓 / 怪紳士 下
  - 第3巻 : 虎の牙
  - 第4巻 : 三十棺桶島 / 見えざる捕虜 / 第三の男
  - 第5巻 : 怪人対巨人 / ルパンの告白 上
  - 第6巻 : バルネ探偵局 / ルパンの告白 下
  - 第7巻 : 八点鐘
  - 第8巻 : 妖魔の呪
  - 第9巻 : 金三角
  - 第10巻 : 813
  - 第11巻 : 青い眼の女
  - 第12巻 : 怪屋の怪
  - 別巻第1 : ドロテ / ルパン・ノート
  - 別巻第2 : 三つの眼 / 赤い輪
- ルパン全集 第1-4巻 （モーリス・ルブラン 改造社 1931年 - 1932年）
- 婦人参政権の理論と実際 （ジヨゼフ・バルテルミイ　星野辰男訳 白水社 1931年）
- ルパン全集 怪奇探偵 第1-18 （平凡社 1935年 - 1936年）
- 二つ靨の女 （モーリス・ルブラン 春秋社 1936年）
- ルパン怪奇探偵傑作集 第1-10 （青葉書店 1950年）
- アルセーヌ・ルパン全集 全23巻・別巻2 （日本出版協同 1951年 - 1952年） 四六判
- 怪盗ルパン 1－5 （講談社（世界名作全集） 1952年 - 1955年） ★児童書
- 探偵名作少年ルパン全集 1－12 （講談社 1955年 - 1956年） ★児童書
- ルパン全集 全25 （鱒書房 1956年） 新書判
- ルパン全集 全25 （三笠書房 1958年 - 1959年） 新書判
- ルパン全集 全20 （日本文芸社 1968年 - 1969年）[注 4]
- ベトナムの民話 （星野辰男編訳 朝日新聞社 1969年）